# Franz Xaver Rohner
Franz Xaver Rohner (* 13. November 1893 in Schneisingen, Kanton Aargau; † 10. Januar 1957 in Sins) war ein Schweizer Lehrer, Pädagoge, Autor und Lokalhistoriker.

## Leben und Werk
Rohner absolvierte die Primarschule in Schneisingen, die Sekundarschule in Lengnau und das Gymnasium in Einsiedeln, wo er 1915 die Matura machte. Es folgten Studien an der Universität Zürich, an der Universität Genf sowie Sprachkurse in Grenoble. Rohner holte sich 1919 das Bezirkslehrerdiplom in Französisch, Deutsch und Geschichte. Ab 1920 lehrte er die Examenfächer an der Bezirksschule Sins, wo er zeitweise Schreiben und Latein und als guter Zeichner auch Freihandzeichnen unterrichtete.
Rohner heiratete in Sins und besuchte zusammen mit seinem Schwager 1922 viele Schulen in Deutschland und die Hauptvertreter neuer Lehrmethoden. Besonders interessierten ihn die Schulen des Reformpädagogen Hugo Gaudig in Leipzig.
Seine Studien fasste Rohner später in Aufsätzen über das Arbeitsprinzip in den Schweizer Schulen zusammen. So hielt er 1924 Vorträge und Musterlektionen im Aargauischen Katholischen Erziehungsverein ab. Von 1931 bis 1939 war Rohner Inspektor am Lehrerseminar St. Michael in Zug und von 1944 bis 1952 Rektor der Bezirksschule Sins.
Als Lokalhistoriker widmete sich Rohner ausnahmslos der Vergangenheit von Sins, des Freiamtes und des benachbarten Zugerlandes. Seine Forschungsergebnisse veröffentlichte er in regionalen Zeitungen und im Organ der «Historischen Gesellschaft Freiamt» Unsere Heimat.